# 红山水库 (昌图)
红山水库是中国辽宁省铁岭市昌图县境内的一座水库，位于辽河三级支流红山河上，建于1971年。水库正常库容为710万立方米，集雨面积为105平方千米，海拔为142.58米。